# Vardanes III Mamiconi
Vardanes III Mamiconi (en armeni Վարդան Գ Մամիկոնյան) va ser cap de la rebel·lió nacional armènia de l'any 571. Formava part de la família dels Mamiconis, i va ser sparapet (cap suprem de l'exèrcit) i Marzban (governador) abans d'haver-se de refugiar a l'Imperi Romà d'Orient.
Amb el suport de Baanes de Siània, el marzban Surenes d'Armènia va continuar intentant establir el mazdeisme com a religió. L'any 570 o 571 el marzban va fer matar Manuel Mamiconi. Això va ser un greu error doncs tots els nakharark del partit nacionalista es van revoltar. La direcció de la rebel·lió la va assumir son germà, Vardanes III Mamiconi i el patriarca Joan II Gabelian. Els rebels es van concentrar a Artàxata a la primavera del 571 o potser al febrer del 572. El poble de Dvin es va revoltar i Surenes i la seva guàrdia van ser massacrats. La guarnició persa va fugir, però els perses van tornar i la van recuperar. Els rebels van demanar ajut a l'Imperi Romà d'Orient i l'emperador Justí II el Jove els el va acordar l'any 572. Vardanes va entrar per segona vegada a Dvin, després d'una lluita que va comportar la destrucció parcial de la ciutat.
Còsroes I va enviar a Armènia al general Mirranes Mirabandaces amb el títol de marzban i amb un exèrcit de vint mil homes. Vardanes III Mamiconi va fer front a Mirranes a la plana de Khalamakh, a Taron, el va derrotar i li va prendre els elefants. Mirranes va evacuar Armènia (573 o 574).
El 575 va acabar la treva entre l'Imperi Sassànida i els romans d'Orient i es va reprendre la guerra. El mateix rei va assumir la direcció de les operacions a Armènia i va travessar el país per Artaz, Bagrevand, Bassèn i Karin (Erzurum) des on va arribar fins a Capadòcia, on va incendiar Sebaste (Sivas). Allí li va fer front un exèrcit romà d'Orient i el rei es va retirar cap a Melitene. Vardanes III Mamiconi es va unir a l'exèrcit romà d'Orient. A la plana de Melitene es va lliurar una batalla de dos dies, on els perses van ser derrotats i Còsroes va haver de fugir. Còsroes va aconseguir passar per l'Arzanene cap a Pèrsia. A la batalla va morir el Mobad dels Mobads (Mag dels mags, màxima figura religiosa del mazdeisme).
El 577 Còsroes va enviar un altre exèrcit a Armènia sota la direcció de Tahm-Khusro. L'exèrcit va triomfar a Bolorapahat (a Bassèn) i a Kethin (Bagrevand) i va arribar fins a Teodosiòpolis, on el comte romà d'Orient Maurici (després emperador) el va rebutjar. Tahm-Khusro va passar a l'Arzanene, però Maurici el va seguir i, per impedir que la regió esdevingués una base contra els romans d'Orient, va deportar en massa a tota la població cap a Xipre. Els rebels armenis de Vardanes III Mamiconi, sense ajut romà d'Orient, van haver-se de limitar a xoc menors.
Cap a l'any 581 el marzban Pahlav va guanyar una batalla al Shirak. Vardanes II Mamiconi es va retirar a territori romà d'Orient i va passar al servei de l'emperador junt amb els seus fidels i els nakharark aliats.